# Gnojna
Gnojna is een plaats in het Poolse district  Brzeski (Opole), woiwodschap Opole. De plaats maakt deel uit van de gemeente Grodków en telt 570 inwoners.